# Moisej Salomonovič Nappelbaum

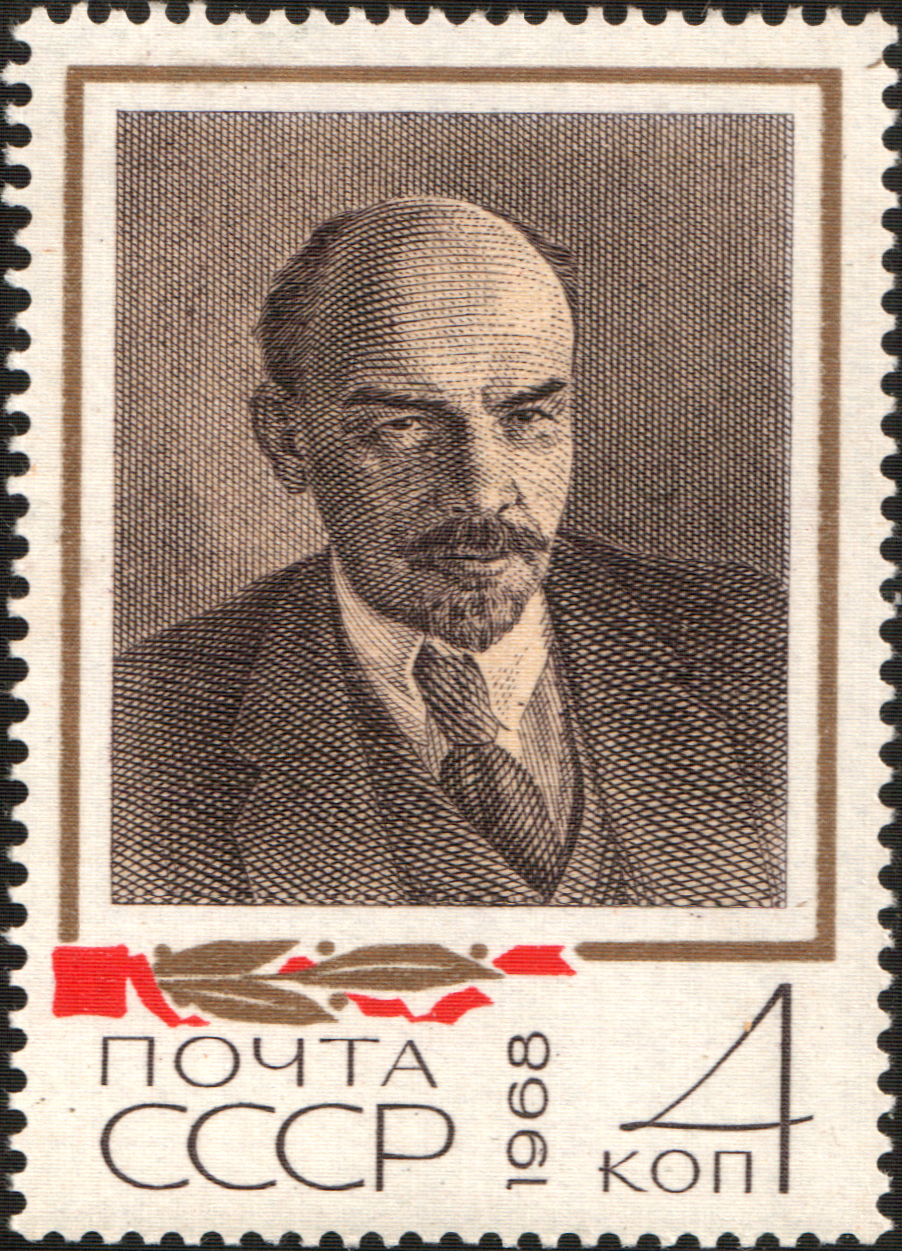
Poštovní známka s Leninem, 1918

Moisej Salomonovič Nappelbaum (rusky Моисе́й Соломо́нович Наппельба́ум; 26. prosince 1869 Minsk – 13. června 1958 Moskva) byl ruský fotograf a umělec.

## Životopis
Narodil se v Minsku v roce 1869. V roce 1884 se vyučil v minském portrétním fotoateliéru Osipa Borettiho. V roce 1888 odešel z Minsku a cestoval po Rusku a dalších zemí. Navštívil Smolensk, Moskvu, Varšavu nebo Vilnius. Navštívil Ameriku a pracoval v New Yorku, Philadelphii a Pittsburghu. V roce 1895 se vrátil do Minsku a otevřel vlastní ateliér portrétní fotografie.
V roce 1910 se přestěhoval do Petrohradu a spolupracoval s časopisem Солнце России (Ruské slunce). V lednu 1918 pořídil vynikající portrét Lenina - jeden z nejlepších portrétů tohoto vůdce.[zdroj?] V témže roce portrétoval řadu lidí z Leninova okruhu. Mezi nimi například Felixe Džeržinského, Václava Václavoviče Vorovského Anatolije Lunačarského a další. Ve dvacátých a třicátých letech portrétoval slavné osobnosti Ruska: umělce, spisovatele, výtvarníky a vědce.

## Dílo
Základem jeho práce bylo kladení zvláštního důrazu na práci se světlem, které umožňovalo vytvářet strohý a zároveň jasný a pravdivý obraz o portrétovaném. Nappelbaum byl mistrem kompozice a jemných nuancí. I když jeho portréty vypadají zdánlivě jednoduše, obsahují vnitřní drama, typické pro ruské umělecké tradice. Umně kombinoval ve svých dílech prvky formalismu a dokumentu.
Přes zjevnou lhostejnost k politice, v roce 1918 Nappelbaum opět portrétoval Lenina a později také Stalina. V roce 1938, po podepsání smlouvy s předsednictvem Akademie věd SSSR, nasnímal slavné série portrétů členů Akademie.
K jeho technickým charakteristikám patří jeden zdroj světla, používá (většinou) objektiv 420 mm, 1: 7,7.

## Tituly
- "Zasloužený umělec republiky" v roce 1935

## Samostatné výstavy M. Nappelbauma
- "M. Nappelbaum" Petrohrad 1918
- "M. Nappelbaum" Moskva 1935, 1946, 1955

## Knihy

### Autor knih
- M. Nappelbaum: Od řemesla k umění, Moskva 1958 (druhé vydání 1972)[1]
- M. Nappelbaum: Vybrané fotografie, album / autor textů: An. Vartanov, Planeta, 1985, 106 str.

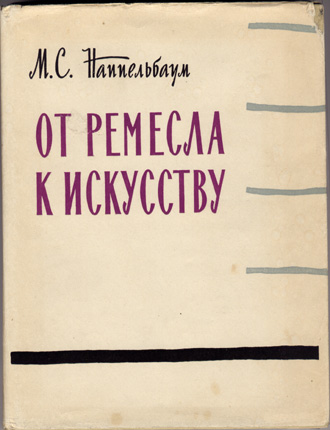
Moskva 1958. M. Nappelbaum: Od řemesla k umění

### Knihy, na kterých se Nappelbaum podílel
- Stalin on Lenin, Moskva: Foreign Languages Publishing House, 1939[2]
- Antologie sovětské fotografie, 1917–1940, nakladatelství Planeta, Moskva 1986

## Galerie

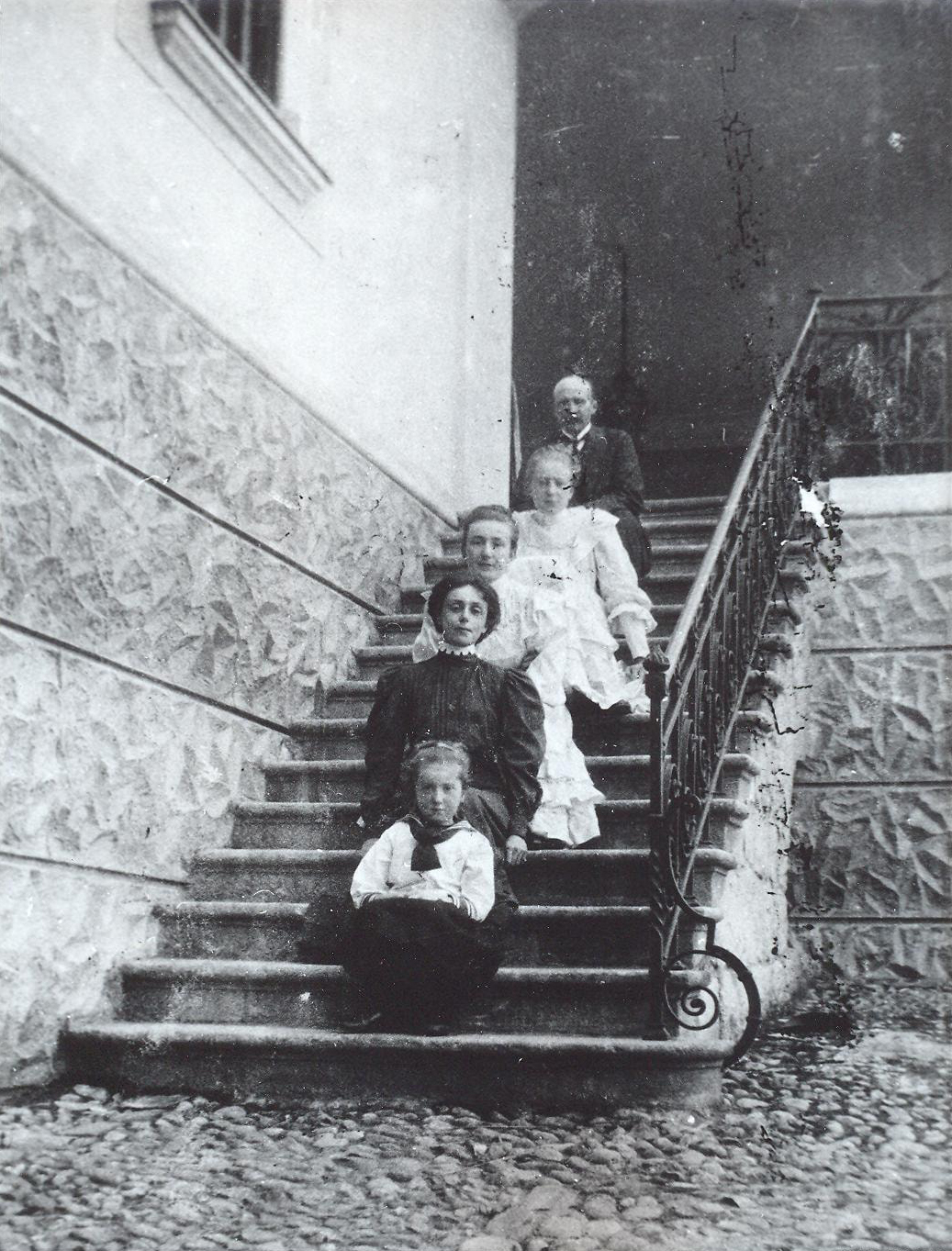
Pryłuki, Čapski, 1901-17
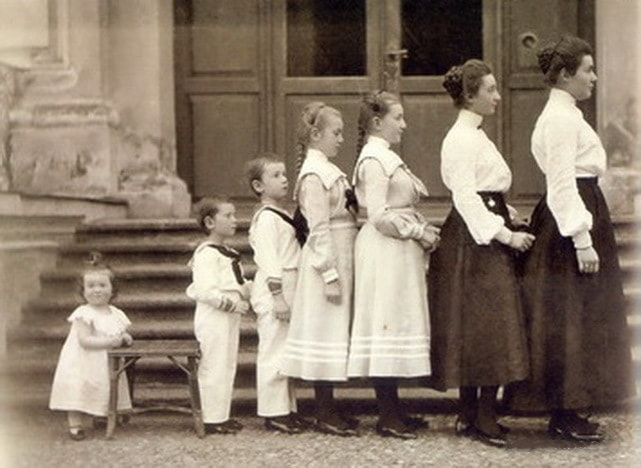
Pryłuki, Čapski, 1901-17
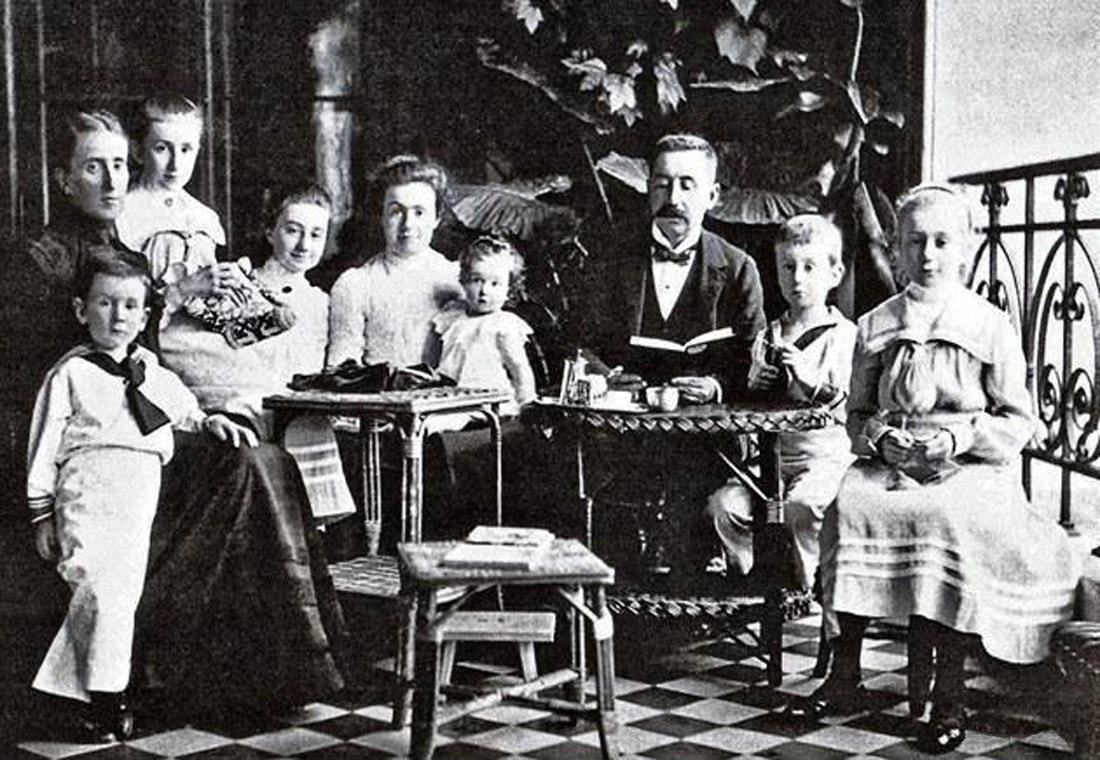
Pryłuki, Čapski, 1901-17
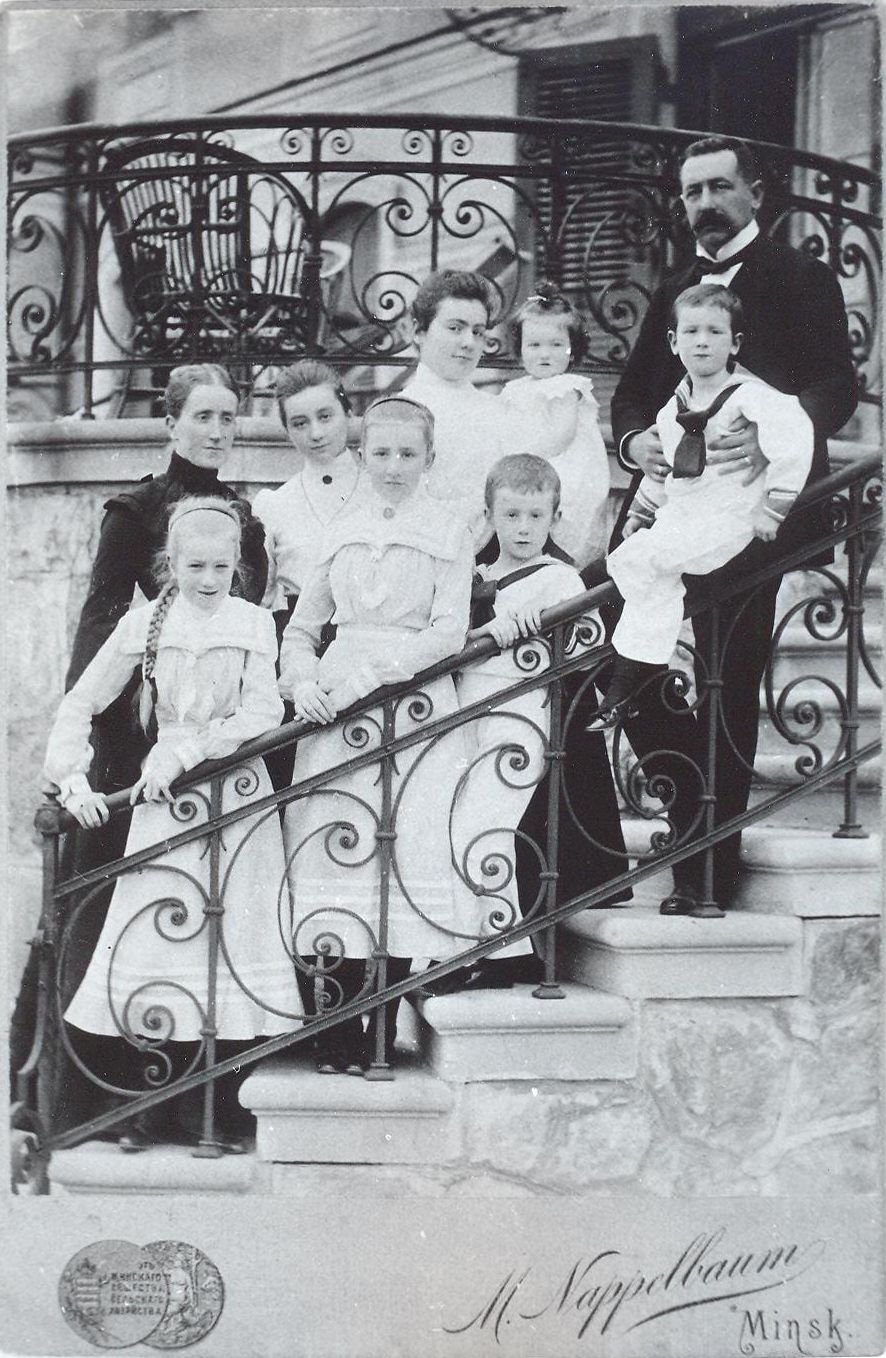
Pryłuki, Čapski, 1901-17
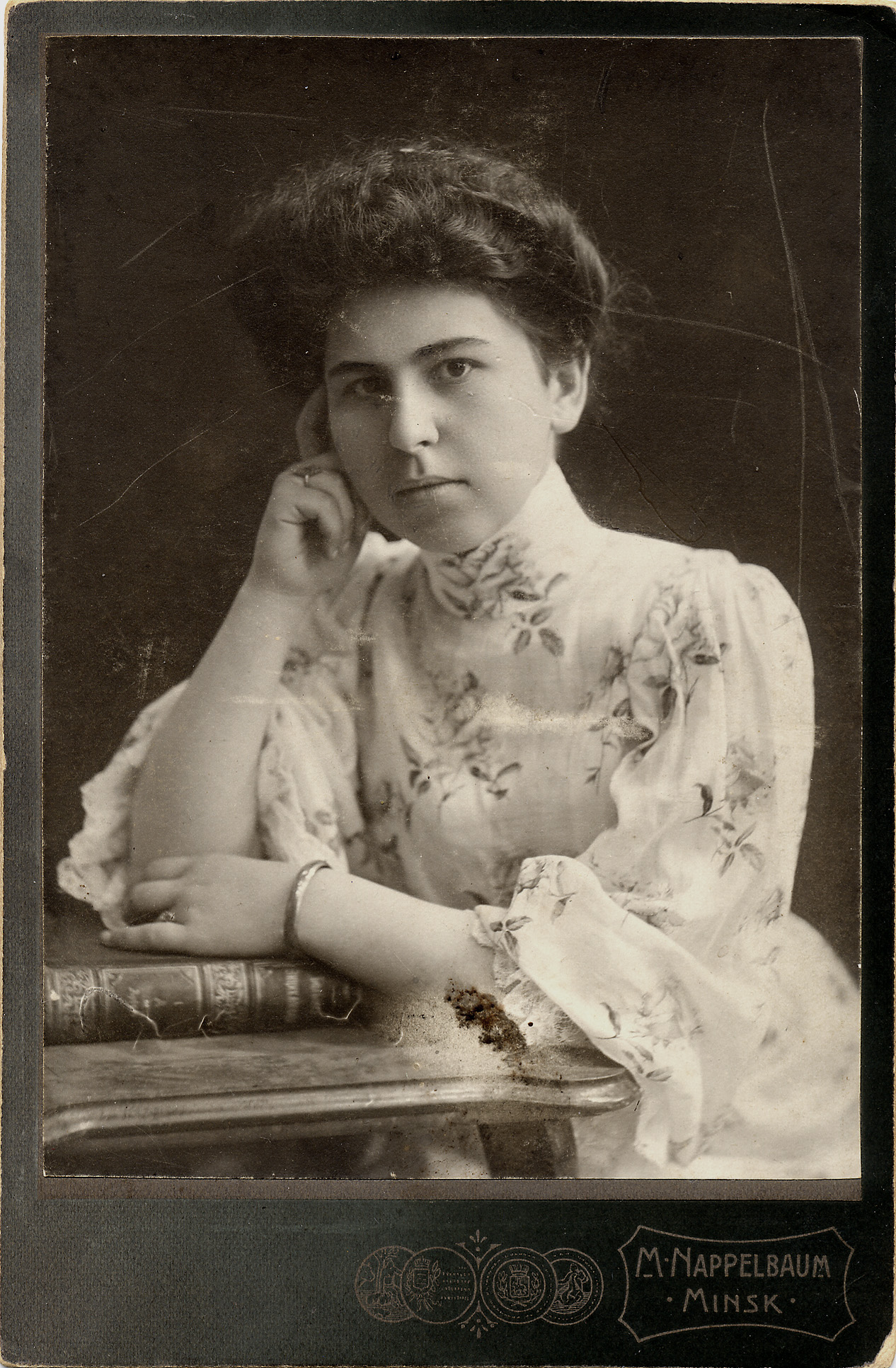
A. Daškevič, 1910
Básnířka a překladatelka Anna Andrejevna Achmatovová
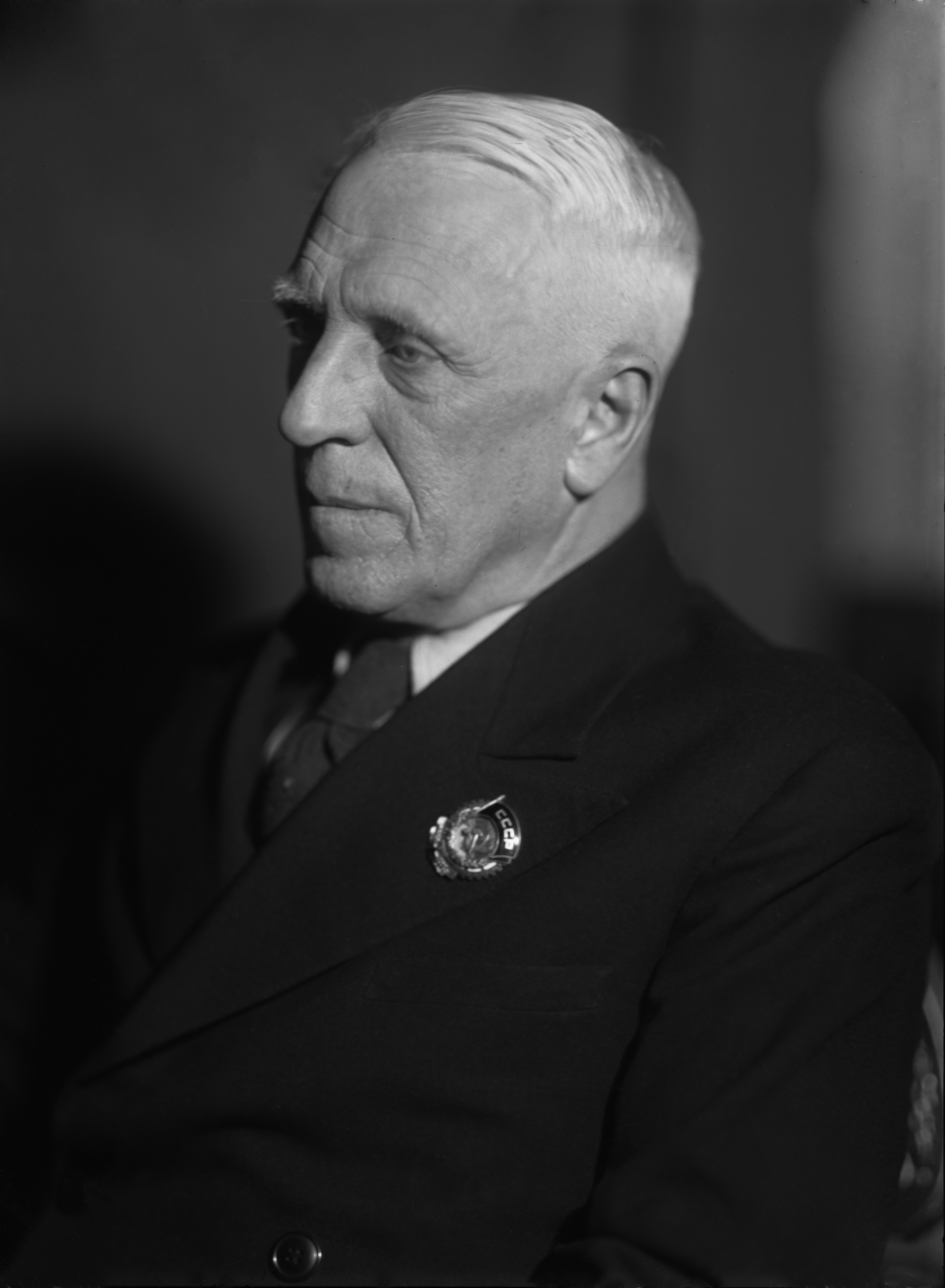
Alexander Skočinskij